# 水字螺
水字螺（学名：Harpago chiragra），是中腹足目凤凰螺科水字螺属的一种。主要分布于马来西亚、印度尼西亚、韩国、中国大陆、台湾，常栖息于岩礁地，砂质底和低潮线下。

## 描述
该物种的壳长85毫米至320毫米，通常为170毫米。水字螺的壳很厚重且坚固，其最突出的特点是边缘有六个长且弯曲的角。
水字螺两性异形很明显，雌性通常比雄性大很多。
该物种是食草动物，以水草和其他植物为生。